# Irina Staršenbaum
Irina Vladimirovna Staršenbaum (* 30. března 1992 Moskva) je ruská filmová a televizní herečka a dabérka.

## Životopis
Vystudovala moskevskou Státní univerzitu tisku Ivana Fedorova (fakulta mediálního podnikání a public relations). Vystudovala také divadelní umění, rétoriku a filozofii na Moskevské státní univerzitě psychologie a pedagogiky a zúčastnila se hereckých školení Alexandra Dzyuby.
V roce 2017 přišel její filmový debut, hlavní role v dramatu Priťaženije režiséra Fjodora Bondarčuka. O rok později ztvárnila hlavní ženskou roli ve filmu Kirilla Serebrennikova Léto, pojednávajícím o hudebnících Viktorovi Cojovi a Mikeovi Naumenkovi.

### Osobní život
Její sestřenicí je herečka Anna Staršenbaum. Během natáčení filmu Priťaženije začala chodit s hercem Alexandrem Petrovem. V roce 2017 se pár zasnoubil, nicméně v roce 2019 se herci rozešli.

## Filmografie

### Film
| Rok  | Název               | Role                        |
| ---- | ------------------- | --------------------------- |
| 2017 | Priťaženije         | Julia Lebedeva              |
| 2017 | Čjornaja voda       | Polina                      |
| 2017 | Led                 | Zhzhenova, konkurentka      |
| 2017 | Kilimandžara        | Maruša                      |
| 2018 | Léto                | Natalia „Nataša“ Naumenko   |
| 2018 | Legenda jménem T-34 | tlumočnice Aňa Jarceva      |
| 2018 | #Zanovorodiťsja     |                             |
| 2018 | Ne                  | dívka                       |
| 2020 | Vtorženije          | Julia Valentinovna Lebedeva |
| 2020 | Gorizont            | Lena                        |
| 2020 | Obščaga             |                             |

### Televize
| Rok  | Název                  | Role                        |
| ---- | ---------------------- | --------------------------- |
| 2015 | Kryša mira             | Olya                        |
| 2016 | Šakal                  | Kalina Poltavchenko         |
| 2016 | Olga                   | Svetlana                    |
| 2017 | Lačuga dolžnika        | Ella                        |
| 2019 | Soděržanki             | Uljana                      |
| 2019 | Učitělja               | Maria Sergevevna Grigorieva |
| 2020 | Šerlok Cholms v Rossii | Sofya                       |

## Ocenění
- 2017 – Cena časopisu The Hollywood Reporter Russia v kategorii nejslibnější herečka
- 2018 – Cena Zlatý jednorožec v kategorii nejlepší herečka za roli Natalie Naumenko ve filmu Léto
- 2020 – Cena TEFI v kategorii nejlepší herečka v televizním celovečerním filmu / seriálu za roli Anny „Aňi“ Jarcevy ve filmu Legenda jménem T-34